# الوآ تاسن
الوآ تاسن (فرانسوی: Eloi Tassin‎; ۶ ژوئن ۱۹۱۲ – ۱۷ اوت ۱۹۷۷) دوچرخه‌سوار اهل فرانسه بود.